# Кудин, Леонид Максимович
Леонид (Леон) Максимович Кудин (фр. Leon Koudine, 1900—1939) — французский художник русского происхождения, также график.

## Биография
Родился 28 мая 1900 года в Ростове-на-Дону в семье учителя.
Юные годы провёл в Ростове — увлекался рисованием, публиковал карикатуры в газетах, в частности в еженедельнике «Донская волна», выходившем в годы Гражданской войны в Ростове-на-Дону.
После поражения Белой армии, вместе с нею эвакуировался в Константинополь; некоторое время жил в Греции, затем переехал во Францию. Нашёл работу на автомобильном заводе «Renault»; позже познакомился с художником Евгением Околовым, который владел студией по дизайну тканей и стал его партнёром. Их работы, основанные на флористических мотивах и абстрактных геометрических формах, приобретали текстильные фабрики. На волне успеха в ателье через несколько уже работало до пятнадцати художников, среди которых был Павел Мансуров и Ирина Мамонтова.
В 1932 году Леонид Кудин женился на Зинаиде де Планьи, которая стала его помощницей; владела мастерской «Зина» по изготовлению расписных шелковых шарфов. С 1936 года Кудин работал в основном для домов высокой моды, в особенности для дома Нины Риччи. Публиковал рисунки в парижских журналах «Vogue», «Jardin des modes», «Modes et traveaux». С 1937 года его ателье располагалось на самой престижной улице моды в довоенном Париже — Рю де ла Пэ (фр. Rue de la Paix).
Умер от туберкулеза 15 марта 1939 года в городе Салланш, Французские Альпы, где находился на лечении. Жена продолжила дело в собственной мастерской «Atelier Zina de Plagny», пригласив на работу художников, сотрудничавших с её мужем в 1930-е годы.